# Papaver radicatum
Papaver radicatum (укр. мак полярний) — багаторічна трав'яниста рослина, вид роду мак (Papaver) родини макових. Етимологія: лат. radicatus — «вкорінений».

## Ботанічний опис
Рослина висотою 8—15 см. Утворює невеликі подушки.
Листки просто-перисті, невеликі, на коротких широкуватих ніжках, сегменти цілісні, ланцетові або довгасті, довжиною 1,5—3 см, шириною 1—2 см, гоструваті, рідко двічінадрізані, зближені.
Пагони низькі, прямовисні, завдовжки 8—15 см. Бутони округло-овальні, густо темно-коричневі, волохаті. Віночок діаметром 2,5—4 см, з широкими яскраво-жовтими пелюстками, які зазвичай залишаються при коробочці. Тичинки відносно нечисленні, ледве перевищують зав'язь; пиляки округлі, короткі. Квітує у червні — липні.
Плід — достатньо широка обернено-яйцеподібна коробочка, завдовжки 10-12 мм, з густими темно-рудим притиснутими або віддаленими щетинками. Диск коробочки мало випуклий, промені майже без плівчастого з'єднання.

## Поширення
Ареал охоплює арктичний пояс Північної півкулі — Норвегія, Швеція, Ісландія, Фарерські острови, Росія, Аляска, Канада. Зростає на кам'янистих і піщаних місцях, на галькових берегах річок.

## Представники
У рамках виду виділяють ряд підвидів:
- Papaver radicatum subsp. alaskanum (Hultén) J.P.Anders.
- Papaver radicatum subsp. kluanense (D.Löve) D.F.Murray
- Papaver radicatum subsp. radicatum Rottb.